# مهرجان أفلام السعودية الخامس
مهرجان أفلام السعودية الخامس هو مهرجان سينمائي نظمته الجمعية العربية السعودية للثقافة والفنون بالدمام، في الفترة من 21 مارس إلى 26 مارس 2019 في مركز الملك عبد العزيز الثقافي العالمي (إثراء). وهو يهدف ليكون محركاً لصناعة الأفلام ومعززاً للحراك الثقافي في السعودية، كما يهدف لتوفير الفرصة للموهبين في صناعة السينما في السعودية والاحتفاء بأفضل الأفلام السينمائية.
تم فتح باب التسجيل في المهرجان واستقبال المشاركات ابتداء من 16 يناير 2019 وحتى 20 فبراير 2019. شارك في هذه الدورة من المهرجان 154 فيلم و186 سيناريو، ترشح منها 37 فيلماً لدخول مسابقات الأفلام و89 سيناريو لدخول مسابقة السيناريو غير المنفذ، بالإضافة إلى 14 عرض أفلام موازي. عمل عليها 42 مخرجاً و12 مخرجة.
أفتتح المهرجان فيلم المسافة صفر للمخرج عبد العزيز الشلاحي، وهو أول فيلم سعودي طويل يفتتح المهرجان.
يٌقدم المهرجان «جائزة النخلة الذهبية» في أربع مسابقات رئيسية وهي مسابقة الأفلام الروائية ومسابقة الأفلام الوثائقية ومسابقة أفلام الطلبة ومسابقة السيناريو غير المنفذ بالإضافة إلى جوائز المهرجان الخاصة لأفضل ملصق فيلم ولأفضل فيلم عن مدينة سعودية.
عُرض في هذه الدورة عدد من الأفلام الخليجية المُستضافة من الإمارات العربية المتحدة ومملكة البحرين وسلطنة عمان ودولة الكويت، بالإضافة إلى عروض الأفلام السعودية المشاركة في المسابقات، وعروض الأفلام الموازية، وأفلام الأطفال. كما أقيمت 11 ورشة عمل تدريبية، و7 ندوات حوارية حول صناعة السينما خلال فترة المهرجان.
خلال المهرجان اجريت مجموعة من الجلسات الحوارية مع صناع أفلام أدارتها المذيعة ريا أبي راشد، من ضمنها جلسات مع المنتج السعودي محمد التركي، والممثل الهندي سلمان خان، والممثل الأمريكي الحائز على جائزة الأوسكار كوبا غودينغ جونير.
كرم المهرجان في هذه الدورة المغني والممثل والشاعر السعودي الراحل لطفي زيني أول ممثل يظهر على التلفزيون السعودي عام 1965، والسينمائي الإماراتي مسعود أمرالله آل علي المدير المؤسس لعدد من مهرجانات الأفلام الدولية مثل مهرجان دبي السينمائي ومهرجان الخليج السينمائي.
أصدر المهرجان في هذه الدورة خمس كتب معرفية في صناعة الأفلام وهي كتاب ”تحفة الفن السعودي.. لطفي زيني“ لخالد ربيع السيد، وكتاب «الأب الروحي للسينما الخليجية.. مسعود أمرالله آل علي» لمحمد حسن أحمد، وكتاب «سينمائيات سعودية» لخالد ربيع السيد، وكتاب «روبرت دي نيرو وصدمة التحول» لأمين صالح، وترجمة كتاب ”إنقاذ القطة“ للمترجم غسان الخنيزي.
أقيم حفل الختام في 26 مارس، جرى خلاله توزيع الجوائز للأفلام والنصوص الفائزة والبالغة 15 فيلماً و3 نصوص، حيث بلغت قيمتة الجوائز المقدمة 114 ألف دولار أمريكي.

## لجان التحكيم
| مسابقة الأفلام الروائية      | مسابقة الأفلام الوثائقية              | مسابقة أفلام الطلبة        | مسابقة السيناريو غير المنفذ        |
| ---------------------------- | ------------------------------------- | -------------------------- | ---------------------------------- |
| عبده خال: كاتب وروائي        | مسفر الموسى: متخصص في الفيلم الوثائقي | مبارك الخالدي: كاتب وروائي | أميمة الخميس: كاتبة وروائية وناقدة |
| محمد رضا: صحفي وناقد سينمائي | سماء عيسى: سيناريست وناقد فني         | جمعان الرويعي: ممثل ومخرج  | نواف الشبيلي: كاتب وممثل           |
| محمد حفظي: منتج وكاتب        | عبد الله بوشهري: مخرج ومنتج           | فاطمة البنوي: ممثلة وباحثة | أحمد سالمين: كاتب وسيناريست        |

## الأفلام المشاركة
تُعرض الأفلام بلغتها الأصلية مع احتواء بعضها على ترجمة للعربية أو الإنجليزية، وهي تُعرض على أربع قاعات ومسارح وهي مسرح إثراء وسينما إثراء وواحة القاعة الكبرى وقاعة معرض الطاقة، بثلاث مجموعات رئيسية وهي الأفلام السعودية والأفلام الخليجية المُستضافة وأفلام الأطفال. عُرض في هذه الدورة 40 فيلماً مرشح للمسابقات الرئيسية و14 فيلماً موازياً، 22 فيلماً منها عُرض لأول مرة. بالإضافة لعرض 19 فيلماً خليجياً و25 فيلمَ أطفالٍ عالمي ضمن برامج المهرجان الأخرى.
| الأفلام المرشحة في مسابقة الأفلام الروائية (المخرج) |
| --- |
| صلة (حسام الحلوة) • المستثمر (خالد الفهد) • قضية هند (دينا ناجي) • صوت (رهف إبراهيم) • نجد (سمير عارف) • ولد سدرة (ضياء يوسف) • خمسون ألف صورة (عبد الجليل الناصر) • المسافة صفر (عبد العزيز الشلاحي) • يوم عادي (عبد الله البن حمضة) • مريم (عبد الله بامجبور) • لون الروح (فهد الأسطاء) • الجرذي (فيصل العامر) • الظلام هو لون أيضا (مجتبى سعيد) • 27 شعبان (محمد السلمان) • ستارة (محمد السلمان) • زيران (محمد الشاهين) • شعر: قصة عشب (مها الساعاتي) • طلب واحد أخير (هشام فاضل) • أغنية البجعة (هناء العمير) • لوحة (يزيد السنيد) • محاولة (يعقوب المرزوق) |
| الأفلام المرشحة في مسابقة الأفلام الوثائقية (المخرج) |
| َمَحارث (أحمد عيد) • أبو ناصر (حسن الجيراني) • ّ الحوات (حسن الحجيلي) • الكهف (عبد الرحمن صندقجي) • السيد (عبد الله قادري) • أسود (محمد سلمان الصفار) • مهلائيل (معاذ العوفي) |
| الأفلام المرشحة في مسابقة أفلام الطلبة (المخرج) |
| الفراغ المرصع بالنجوم (إيثار باعامر) • حّواء (علي العبد الله) • قالكس واألمير المنتظر (هند جمبي) • ذكريات مارا (ود الحجاجي) • أنا الموت (ياسر عدلي حماد) • فويس نوت (لولوه العبد الواحد) • سعدية سابت سلطان (جواهر العامري) • طوق نجاة (خالد زيدان) • حرق (علي الحسين) • غُبار (محمد الهليل) |

## الجوائز
تتنافس الأفلام المرشحة على أربع مسابقات بلجنة تحكيم مستقلة. في مسابقات الأفلام الروائية والوثائقية وأفلام الطلبة تقوم كل لجنة بمنح خمس جوائز من اختيارها من التصنيفات المحددة، وهي الجائزة الكبرى «النخلة الذهبية» وجائزة لجنة التحكيم الخاصة وجائزة النخلة الذهبية لأفضل إخراج، ولأفضل ممثلة، ولأفضل ممثل، ولأفضل سيناريو منفذ، ولأفضل تصوير سينمائي، ولأفضل فيلم روائي أول، ولأفضل فيلم قصير، ولأفضل فيلم متحرك، ولأفضل تصميم أزياء، ولأفضل مكياج، ولأفضل تحرير فيلم، ولأفضل موسيقى مؤلفة، ولأفضل أغنية خاصة بالفيلم، ولأفضل تصميم بالإنتاج، ولأفضل هندسة. أما النصوص المشاركة في مسابقة السيناريو غير المنفذ فتتنافس على جوائز النخلة الذهبية لأفضل سيناريو أول وثاني وثالث. بالإضافة إلى جائزة النخلة الذهبية لأفضل فيلم عن مدينة سعودية، ولأفضل فيلم وثائقي يعالج موضوع عن أحد المدن السعودية، وجائزة أفضل ملصق والتي يتم منحها حسب تصويت جمهور المهرجان. والأفلام والنصوص الفائزة هي:
| مسابقة الأفلام الروائية | مسابقة الأفلام الوثائقية | مسابقة أفلام الطلبة | مسابقة السيناريو غير المنفذ |
| --- | --- | --- | --- |
| جائزة النخلة الذهبية لأفضل فيلم روائي - فيلم "المسافة صفر"، للمخرج عبد العزيز الشلاحي جائزة النخلة الذهبية لأفضل إخراج - فيلم "صلة"، للمخرج حسام الحلوة جائزة النخلة الذهبية لأفضل ممثلة - "زارا البلوشي"، عن فيلم "ستارة" جائزة النخلة الذهبية لأفضل ممثل - "أسامة القس"، عن فيلم "أغنية البجعة" جائزة لجنة التحكيم الخاصة - فيلم "ولد سدرة"، للمخرجة ضياء يوسف | جائزة النخلة الذهبية لأفضل فيلم - فيلم "الكهف"، للمخرج عبد الرحمن صندقجي جائزة لجنة التحكيم الخاصة - فيلم "مهلائيل"، للمخرج معاذ العوفي جائزة النخلة الذهبية لأفضل تصوير - فيلم "محارث"، للمخرج أحمد عيد جائزة النخلة الذهبية لأفضل موضوع - فيلم "أبوناصر"، للمخرج حسن الجيراني جائزة النخلة الذهبية لأفضل تصميم إنتاج - فيلم "أسود"، للمخرج محمد الصفار | جائزة النخلة الذهبية لأفضل فيلم - فيلم "حرق"، للمخرج علي الحسين جائزة النخلة الذهبية لأفضل إخراج - فيلم "حرق"، للمخرج علي الحسين جائزة النخلة الذهبية لأفضل سيناريو منفذ - فيلم "أنا الموت"، للمخرج ياسر حماد جائزة النخلة الذهبية لأفضل ممثل - "راشد الورثان"، عن فيلم "حرق" جائزة لجنة التحكيم الخاصة - فيلم "سعدية سابت سلطان"، للمخرجة جواهر العامري | جائزة النخلة الذهبية لأفضل سيناريو أول - سيناريو "ثلاثة صفر"، للكاتبة البندري البقمي جائزة النخلة الذهبية لأفضل سيناريو ثاني - سيناريو "كاتب إلى الأبد"، للكاتب عبد العزيز العيسى جائزة النخلة الذهبية لأفضل سيناريو ثالث - سيناريو "الغزالة والسنجاب"، للكاتب حوراء آل دهان |
| جائزة النخلة الذهبية لأفضل فيلم روائي - فيلم "المسافة صفر"، للمخرج عبد العزيز الشلاحي جائزة النخلة الذهبية لأفضل إخراج - فيلم "صلة"، للمخرج حسام الحلوة جائزة النخلة الذهبية لأفضل ممثلة - "زارا البلوشي"، عن فيلم "ستارة" جائزة النخلة الذهبية لأفضل ممثل - "أسامة القس"، عن فيلم "أغنية البجعة" جائزة لجنة التحكيم الخاصة - فيلم "ولد سدرة"، للمخرجة ضياء يوسف | جائزة النخلة الذهبية لأفضل فيلم - فيلم "الكهف"، للمخرج عبد الرحمن صندقجي جائزة لجنة التحكيم الخاصة - فيلم "مهلائيل"، للمخرج معاذ العوفي جائزة النخلة الذهبية لأفضل تصوير - فيلم "محارث"، للمخرج أحمد عيد جائزة النخلة الذهبية لأفضل موضوع - فيلم "أبوناصر"، للمخرج حسن الجيراني جائزة النخلة الذهبية لأفضل تصميم إنتاج - فيلم "أسود"، للمخرج محمد الصفار | جائزة النخلة الذهبية لأفضل فيلم - فيلم "حرق"، للمخرج علي الحسين جائزة النخلة الذهبية لأفضل إخراج - فيلم "حرق"، للمخرج علي الحسين جائزة النخلة الذهبية لأفضل سيناريو منفذ - فيلم "أنا الموت"، للمخرج ياسر حماد جائزة النخلة الذهبية لأفضل ممثل - "راشد الورثان"، عن فيلم "حرق" جائزة لجنة التحكيم الخاصة - فيلم "سعدية سابت سلطان"، للمخرجة جواهر العامري | جوائز المهرجان الخاصة |
| جائزة النخلة الذهبية لأفضل فيلم روائي - فيلم "المسافة صفر"، للمخرج عبد العزيز الشلاحي جائزة النخلة الذهبية لأفضل إخراج - فيلم "صلة"، للمخرج حسام الحلوة جائزة النخلة الذهبية لأفضل ممثلة - "زارا البلوشي"، عن فيلم "ستارة" جائزة النخلة الذهبية لأفضل ممثل - "أسامة القس"، عن فيلم "أغنية البجعة" جائزة لجنة التحكيم الخاصة - فيلم "ولد سدرة"، للمخرجة ضياء يوسف | جائزة النخلة الذهبية لأفضل فيلم - فيلم "الكهف"، للمخرج عبد الرحمن صندقجي جائزة لجنة التحكيم الخاصة - فيلم "مهلائيل"، للمخرج معاذ العوفي جائزة النخلة الذهبية لأفضل تصوير - فيلم "محارث"، للمخرج أحمد عيد جائزة النخلة الذهبية لأفضل موضوع - فيلم "أبوناصر"، للمخرج حسن الجيراني جائزة النخلة الذهبية لأفضل تصميم إنتاج - فيلم "أسود"، للمخرج محمد الصفار | جائزة النخلة الذهبية لأفضل فيلم - فيلم "حرق"، للمخرج علي الحسين جائزة النخلة الذهبية لأفضل إخراج - فيلم "حرق"، للمخرج علي الحسين جائزة النخلة الذهبية لأفضل سيناريو منفذ - فيلم "أنا الموت"، للمخرج ياسر حماد جائزة النخلة الذهبية لأفضل ممثل - "راشد الورثان"، عن فيلم "حرق" جائزة لجنة التحكيم الخاصة - فيلم "سعدية سابت سلطان"، للمخرجة جواهر العامري | جائزة النخلة الذهبية لأفضل ملصق فيلم - فيلم "رد فلفت" جائزة النخلة الذهبية لأفضل فيلم عن مدينة سعودية - فيلم "مهلائيل"، للمخرج معاذ العوفي |